# Königsweg (Berlin-Grunewald)
Der Königsweg (ⓘ) ist ein Fuß- und Radweg zwischen Eichkampstraße und Kronprinzessinnenweg im Berliner Ortsteil Grunewald.

## Geschichte

### Ursprung und Lage in den Vororten
Mit Anlage der Militärbahnlinie zwischen Berlin und Potsdam entstand von der Knobelsdorffstraße in Charlottenburg zur Brücke zwischen dem Kleinen und Großen Wannsee zwischen 1873 und 1879 im königlichen Forst Grunewald eine begradigte lange Schneise. Diese trug dann auf ganzer Länge den Namen Kronprinzessinnenweg. Auf dieser Strecke fuhren die preußischen Könige vom Schloss Charlottenburg am Wannsee vorbei nach Potsdam.
Bereits 1874 war der Königsweg auf Charlottenburger Gebiet bis zur Feldstraße (seit 1887: Knobelsdorffstraße) eingezeichnet. Der Verlauf veränderte sich im Laufe der Jahrzehnte mehrere Male, bedingt vor allem durch den Bau der Ringbahn und der AVUS. Mit dem Ringbahnschluss 1877 wurde diese für den Königsweg mit der hölzernen Königswegbrücke überwunden. Mit der Umgestaltung des Charlottenburger Westends geriet die Führung des Königswegs in die südliche Königin-Elisabeth-Straße, im Weiteren auf den Messedamm. Nach 1918 wurde der Kronprinzessinnenweg bis zum Großen Stern in den Königsweg einbezogen. Anzumerken bleibt dabei, dass der Grunewald Anfang des 20. Jahrhunderts noch Spandauer Forst war und bei der Bildung von Groß-Berlin zum Bezirk Wilmersdorf kam. Durch den Bahnbau wurde der Königsweg nach Westen am Exercierplatz (am Jagen 50, späteres Ausstellungsgelände) umgelegt. An der Nordwestseite am Königsweg lag der Exercierplatz (zwischen Jagen 51 und 52) zwischen der querenden Bahnlinie (Hamburger Anschlussbahn) und dem Bahnhof Eichkamp. Der Charlottenburger Königsweg bestand in den 1920er Jahren aus dem städtischen Straßenabschnitt an Witzleben entlang, der an der Neuen Kantstraße „abbrach“. Den fehlenden Verlauf (Grundstücke 62–79) in Charlottenburg ersetzte auf der Planfläche für Westend die Straße 14, in welche die Königin-Elisabeth-Straße verlängert wurde.

### Groß-Berlin
Mit Bildung von Groß-Berlin 1920 wurden die beiden Verwaltungsbezirke Charlottenburg und Wilmersdorf gebildet und die Bezirksgrenze zwischen beiden kreuzte den Königsweg. Von der Bezirksgrenze an bestand in Wilmersdorf der Königsweg als zum Kronprinzessinenweg führend unter diesem Namen. Im Adressbuch 1919 liegt die Königin-Elisabeth-Straße von Spandauer Berg zum Königsweg. Der Königsweg selbst ist im Süden bis zu den Grundstücken 51 und ab 82 am Bahnhof Witzleben / Dernburgstraße / Neue Kant-Straße aufgeführt. Vom Königsweg am Bahnhof Witzleben liegt zudem die Rognitzstraße zur Straße 32b und zum Kaiserdamm mit der Großen Ausstellungshalle „Kaiserdamm“. Die Bezeichnungen des Königswegs um 1925 in den Bezirken Charlottenburg und Wilmersdorf sind 1925 auf dem „Silva-Übersichtsplan von der Stadt Berlin und ihren 20 Verwaltungsbezirken“ mit dem Nordost- und Südwestast und der entstandenen Unterbrechung dargestellt.
1930 lag das Nordende des Königswegs Ecke Nehring-/Knobelsdorffstraße an dem dort liegenden (unbenannten) Platz. Von da verlief er über den Horstweg und den Kaiserdamm am Witzlebenplatz, weiter am Witzlebenpark nach Südwest. Als Straße von 26,4 Meter Breite endete dieser (vorerst) am dreieckigen Platz der Neuen Kantstraße vor der Ostpreußenbrücke am Bahnhof Witzleben der Ringbahn. Nach 500 Metern Unterbrechung über Ostpreußenbrücke und Ostpreußen-Allee in die Königin-Elisabeth-Straße führt er südlich der „Bauausstellung 1931“ an der (damaligen) Ortsteilgrenze weiter als Königsweg. Der weitere namentliche, gegenüber der Nordschleife beginnende Verlauf besitzt eine Breite von 13 Metern, wird auf halbem Wege nach Süden auf 24 Meter verbreitert. Er liegt unmittelbar neben der Automobil-Verkehrs- und Übungs-Straße (AVUS), an der Siedlung Eichkamp. Im Weiteren zwischen AVUS und Grunewald bis an den Großen Stern (AVUS hier Automobilstraße). Im Adressbuch 1935 befindet sich eine Straßenübersichtsskizze. Der Straßenlauf des Königswegs (Charlottenburg, Postamt 5) ist wie vor zwischen Knobelsdorff- und Dernburgstraße in Hufeisennummerierung aufgenommen. Auf die Grundstücke des Königswegs ab Nr. 62 bis zum Ende wurde unter Charlottenburg auf Grunewald-Forst verwiesen. Der (seit 1920) zum Verwaltungsbezirk Wilmersdorf gehörende Abschnitt „Grunewald mit Grunewald-Forst (einschl. Siedlung Eichkamp)“ unter der Verwaltungseinheit „Grunewald-Forst“ aufgenommen. Für 1–61 wird auf Charlottenburg verwiesen, 62–79 existieren nicht und im Weiteren sind die Siedlungshäuser 80–149 vom Bahnhof Eichkamp zum Bahnhof Grunewald mit den diese bewohnenden Siedlern genannt.
Am 7. Juli 1936 wurde der städtische Abschnitt in Charlottenburg umbenannt in Wundtstraße. Die weitere Führung einschließlich der Königin-Elisabeth-Straße bis Kaiserdamm wurde in Messedamm umbenannt. Nach der Messedammbrücke erhielt der Siedlungsabschnitt des Königswegs den Namen Eichkampstraße über die Charlottenburger Bezirksgrenze (Schmetterlingsplatz) zum Verwaltungsbezirk Wilmersdorf an die Unterführung von der Auerbachstraße her. Die Grundstücke der letzteren beiden Straßen wurden in der Zählung angepasst. Der um die Eichkampstraße kürzere Königsweg erhielt erst in jüngster neue Grundstücksnummerierung. Unter dem Stichwort Grunewald-Forst ist der Königsweg 1943 zwischen dem Durchgang Auerbacher Straße und dem Großen Stern ohne Grundstückszuordnung verzeichnet.
Aktuelles und historisches Kartenmaterial befindet sich seit den 1920er Jahren unter HistomapBerlin auf den Karten 4144, 4148, 4151, 4155.

## Nutzung
Der asphaltierte Waldweg zwischen der Siedlung Eichkamp und dem Bahnhof Wannsee längs der A 115 (AVUS) wurde mittlerweile zu einer beliebten Trainingsstrecke für Radfahrer und Skater. Die Fortsetzung über die Ortsteil- und Bezirksgrenze am Hüttenweg (Großer Stern) nach Süden bildet in der gleichen Trasse der Kronprinzessinenweg. Am Nordende setzt in Höhe des Auerbachtunnels unter der A 115 zwischen Auerbachstraße und Pappelplatz die Eichkampstraße die Trasse fort, bis an die Ortsteilgrenze nach Westend als einfache Fahrstraße. Der Weg entlang der Autobahn ist als gemeinsamer Rad- und Fußweg ausgezeichnet.

## Straßenverzeichnis
Am Nordostende geht der Königswegs unmittelbar in die zweispurige Eichkampstraße über, hier kreuzt nach Norden der Pappelplatz zur Försterei Eichkamp und nach Süden durch Durchfahrt unter Autobahn und Bahntrasse zur Auerbachstraße. Der Übergang in den Kronprinzessinenweg im Südosten befindet sich an der Ausfahrt Hüttenweg der AVUS (Großer Stern). Die Skaterstrecke wird auf dem Kronprinzessinenweg weitergeführt, noch 500 Meter auf dem Königsweg liegen die Reste der ehemaligen Südkehre. 
Im Berliner Straßenverzeichnis ist der ausschließlich im Ortsteil Grunewald liegende Königsweg unter der Nummer 2513 mit einer Länge von 2323 Metern aufgenommen. Die RBS-Klasse STRA bedingt die Anforderung an die Ausstattung als eine Fahrstraße, allerdings bleibt er im Stadtentwicklungsplan (StEP) in der Stufe unkategorisiert (V). Mit der Einstufung in die OKSTRA-Klasse „X“ unterliegt er nicht der Aufsicht des Straßen- und Grünflächenamtes des Bezirks Charlottenburg-Wilmersdorf. An Königsweg stehen auf der Autobahnseite einfache Betonsteine mit Kilometerzahlen im Abstand von 100 Metern. Zum Königsweg gehören die Grundstücke 2–12 und 16–22 (gerade) im statistischen Gebiet 47 (Block 047109). Die Postleitzahl ist 14193 Berlin. Nach den „Lebensweltlich orientierten Räumen“ (LOR) gehört der Königsweg zu 04061757.
Anzumerken sind außerdem der Königsweg im Bezirk Steglitz-Zehlendorf (Straßennummer 2514) in den Ortsteilen Nikolassee, Wannsee und Zehlendorf, sowie der Königsweg im Bezirk Reinickendorf (Ortsteil Tegel, 2515). Im Adressbuch 1922 finden sich folgende Einträge für „Königsweg“: Charlottenburg (S. 1083), Eichkamp (S. 1209), Kohlhasenbrück (S. 1280), Zehlendorf (S. 1293) und die davon unabhängigen in Tegel (S. 1850), Mahlsdorf (S. 1751) und Schöneberg (S. 1360), wobei die beiden letzteren nicht mehr bestehen.

## Grundstücke
Zur Straße sind die Grundstücke 2–22 adressiert, die im Postleitzahlbereich 14193 liegen. An der ungeraden Seite der Zählung liegt die Autobahn. Die Grundstücke sind zugeteilt:
- Baumschule Tiergarten sowie Berliner Waldmuseum mit Waldschule Grunewald (4, Jagen 57),
- Gärtnerei Wilmersdorf (Bezirksgärtnerei) und Pflanzgarten des Berliner Zoos (6),
- Sportplatz Grunewald (8, 10),
- Häuser und Grundstücksflächen: Königsweg 18, 20 und 22 (Jagen 60) liegen am Südosten einer zehn Hektar großen Waldreservefläche,[21] 240 Meter vom Weg in den Grunewald hinein. Eine unbefestigte Forstzufahrtsstraße zu dem Haus beginnt zwischen der Kilometrierung 1,8 und 1,9. Auf dieser Fläche befanden sich in den 1920er bis 1960er Jahren die Spielplätze der Berliner Hochschulen, von 1967 bis 1990 nur als Spielplätze benannt. Der Sportplatz ist verfallen, das Wohnhaus (Nr. 20) ist ungenutzt aber nicht leerstehend. Mit Nr. 18 ist das nordöstliche Waldteilstück zugeordnet.
- Die nicht auf der Karte ausgewiesenen Grundstücke 12–16 (gerade) sind offensichtlich im Katasteramt bereitgestellte Forstflächen (Jagen 58, 59, 60).
- Auf der Autobahnseite liegt neben dem Königsweg (480 Meter vom Hüttenweg nach Nordost) der Rest der ehemaligen AVUS-Südkehre. Die Betonflächen wurden 2012 entfernt.[22] Verblieben ist eine durch einen Zaun vom Königsweg abgetrennte, dreieckige und nach Südwesten breiter werdende Grünfläche zwischen den Betonsteinen 1,9 und 2,4 am Weg.[23]

Südlich des Personenbahnhofs wurde 1907 am Königsweg der Abstellbahnhof für den Stadtverkehr eröffnet. Erhalten blieb der bis 1993 von der Deutschen Reichsbahn verwaltete Triebwagenschuppen Hundekehle und weitere teilweise weniger gut erhaltene Gebäude: wie Lokschuppen, Magazin- und Verwaltungsgebäude. Diese Anlagen am Königsweg wurden als Abstellbahnhof und Bahnbetriebswerk Hundekehle in die Denkmalliste aufgenommen.